# 아오이역
아오이역(일본어: 青井駅, あおいえき)은 일본 도쿄도 아다치구에 있는 철도역이다. 수도권 신도시 철도 쓰쿠바 익스프레스 선의 역이며, 역 번호는 06이다.

## 승강장

### 쓰쿠바 익스프레스
| 1 | TX 쓰쿠바 익스프레스 | 미나미나가레야마·모리야·쓰쿠바 방면 |
| 2 | TX 쓰쿠바 익스프레스 | 아키하바라 방면                     |

난간형 스크린도어가 설치되어 있다.

## 역세권 정보
- 기타아야세 역
- 아야세 강
- 세븐 일레븐

## 역사
- 2005년 8월 24일: 쓰쿠바 익스프레스의 역이 영업 개시.

## 인접역
| 05 기타센주 아키하바라 방면 | ■ 보통 | 로쿠초 07 쓰쿠바 방면 |